# Palazzo del Nunzio Apostolico

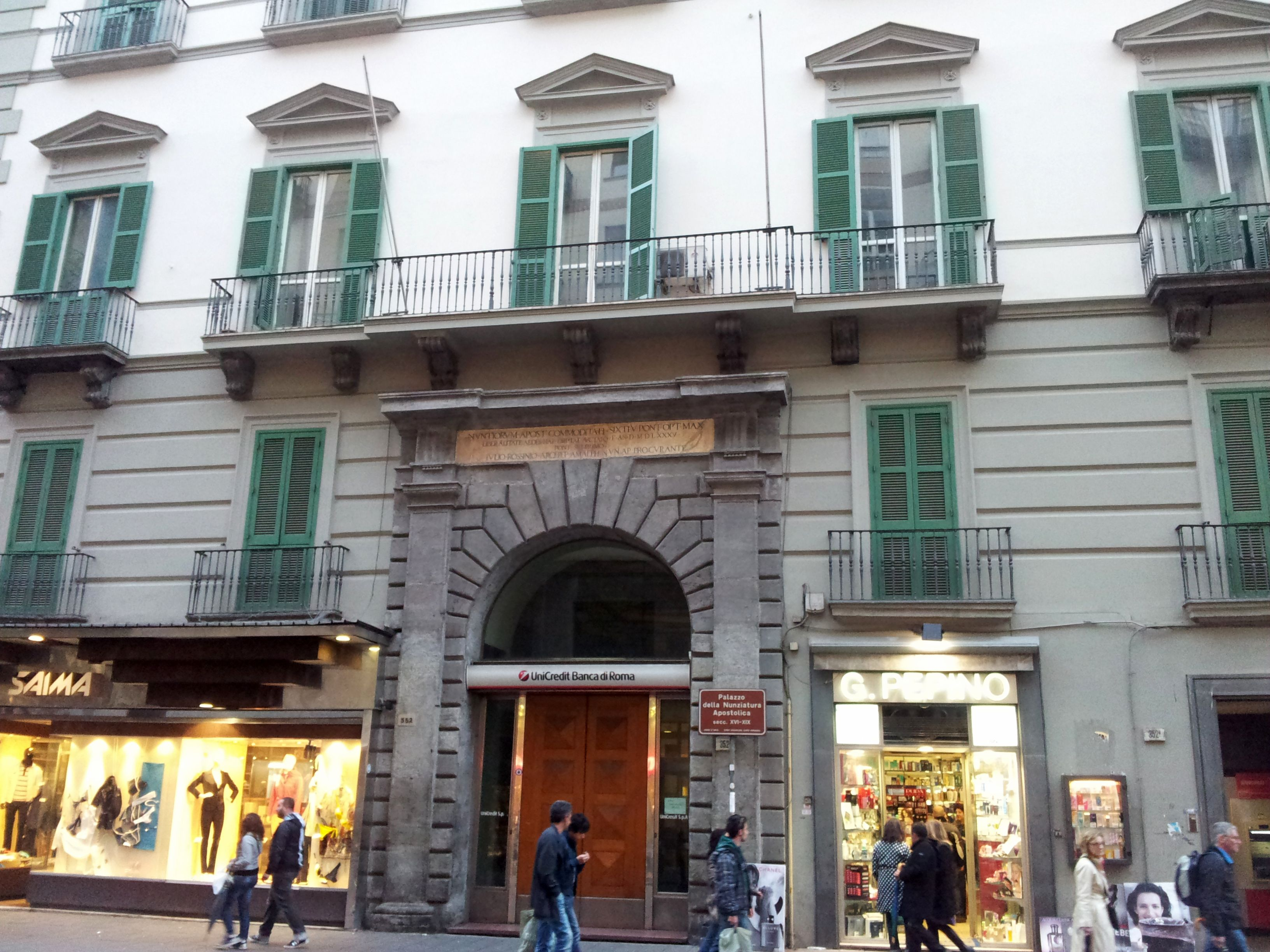
Il portone

Il palazzo del Nunzio Apostolico (o della Nunziatura Apostolica) è un edificio di Napoli, situato al numero 352 della centrale via Toledo, nel quartiere Montecalvario.

## Storia
Nel 1585 fu acquistato e ampliato un preesistente edificio cinquecentesco su commissione dell'arcivescovo di Amalfi, nonché nunzio apostolico, Giulio Rossino, per volontà di papa Sisto V.
Nel 1656, l'esplosione della fognatura che correva sotto via Toledo (per via dell'intasamento causato dai tantissimi cadaveri della peste) causò gravi danni al palazzo, che rimase per un certo periodo disabitato. Nel 1667, grazie all'interessamento del papa Alessandro VII, il palazzo fu restaurato in chiave barocca su progetto di Bonaventura Presti, al quale si deve il disegno della fastosissima facciata, ricca di decorazioni, riportata da Paolo Petrini nella sua opera Facciate delli palazzi più cuspicui della città di Napoli del 1718.
Nel 1826 il palazzo fu rimaneggiato ancora una volta dall'ingegnere Vincenzo Lenci secondo stilemi della corrente neoclassica, con la conseguente obliterazione delle decorazioni seicentesche. Dell'antico edificio sopravvive il portale cinquecentesco.
La struttura, sede della Nunziatura apostolica a Napoli fino al 1860, anno terminale del Regno delle Due Sicilie, fu più volte modificata nella sua destinazione a partire dalla seconda metà dell'Ottocento: divenne albergo (Hotel Regina e Toledo), poi cinema (sala Roma), quindi ospitò la sede del Banco di Santo Spirito, poi divenuto Banco di Roma, quindi di UniCredit e, dalla seconda metà del 2017, negozio di abbigliamento.